# Diócesis de Kimberley
La diócesis de Kimberley (en latín: Dioecesis Kimberleyen(sis) y en inglés: Roman Catholic Diocese of Kimberley) es una circunscripción eclesiástica latina de la Iglesia católica en Sudáfrica, sufragánea de la arquidiócesis de Bloemfontein. La diócesis tiene al obispo Duncan Theodore Tsoke como su ordinario desde el 3 de marzo de 2021. 

## Territorio y organización
La diócesis tiene 123 053 km² y extiende su jurisdicción sobre los fieles católicos de rito latino residentes en la provincia Cabo del Norte al norte del río Orange en las siguientes unidades administrativas: Barkly West, Hay, Herbert, Kuruman, Mafikeng, Taung y Vryburg.
La sede de la diócesis se encuentra en la ciudad de Kimberley, en donde se halla la Catedral de Santa María.
En 2019 en la diócesis existían 23 parroquias.

## Historia
El vicariato apostólico del Estado Libre de Orange fue erigido el 4 de junio de 1886 con la breve Quae aeternae del papa León XIII, obteniendo el territorio del vicariato apostólico de Natal (hoy arquidiócesis de Durban).
El 1 de agosto de 1892, mediante el decreto Quo  fructuosius, amplió su territorio con Bechuanalandia, que pertenecía a la prefectura apostólica de Cimbebasia (hoy suprimida).
El 8 de mayo de 1894 cedió una parte de su territorio para de la erección de la prefectura apostólica de Basutoland (hoy arquidiócesis de Maseru).
El 15 de enero de 1903 cambió su nombre de vicariato apostólico de Kimberley en Orange. En 1918 cambió nuevamente su nombre a vicariato apostólico de Kimberley en África Meridional.
El 12 de junio de 1923 cedió una porción de su territorio para la erección de la prefectura apostólica de Gariep (hoy diócesis de Aliwal) con el breve Quo christiani del papa Pío XI.
El 26 de noviembre de 1923 cedió una porción de su territorio para la erección de la prefectura apostólica de Kroonstad (hoy diócesis de Kroonstad) mediante el breve Quae catholico del papa Pío XI.
El 9 de abril de 1948 cedió otra porción de su territorio para la erección del vicariato apostólico de Pretoria (hoy arquidiócesis de Pretoria) con la bula Quae ad fidem del papa Pío XII.

El 11 de enero de 1951, en virtud de la bula Suprema Nobis del papa Pío XII, cedió una porción adicional de territorio para la erección de la arquidiócesis de Bloemfontein y al mismo tiempo el vicariato apostólico fue elevado a diócesis.
El 2 de abril de 1959 cedió la parte de su territorio ubicado en Bechuanalandia para la erección de la prefectura apostólica de Bechuanalandia (hoy diócesis de Gaborone) con la bula Cum Venerabiles Fratres del papa Juan XXIII.

## Estadísticas
De acuerdo al Anuario Pontificio 2020 la diócesis tenía a fines de 2019 un total de 198 700 fieles bautizados.
| Año                                                                             | Población            | Población | Población      | Sacerdotes | Sacerdotes    | Sacerdotes    | Bautizados por sacerdote | Diáconos permanentes | Religiosos | Religiosos | Parroquias |
| Año                                                                             | Bautizados católicos | Total     | % de católicos | Total      | Clero secular | Clero regular | Bautizados por sacerdote | Diáconos permanentes | Varones    | Mujeres    | Parroquias |
| ------------------------------------------------------------------------------- | -------------------- | --------- | -------------- | ---------- | ------------- | ------------- | ------------------------ | -------------------- | ---------- | ---------- | ---------- |
| 1950                                                                            | 32 727               | 691 649   | 4.7            | 39         |               | 39            | 839                      |                      | 78         | 152        | 4          |
| 1969                                                                            | 51 803               | ?         | ?              | 38         | 1             | 37            | 1363                     |                      | 73         | 89         | 3          |
| 1980                                                                            | 66 835               | 565 000   | 11.8           | 28         | 3             | 25            | 2386                     |                      | 41         | 75         | 4          |
| 1990                                                                            | 93 948               | 707 000   | 13.3           | 24         | 3             | 21            | 3914                     |                      | 38         | 42         | 4          |
| 1999                                                                            | 113 270              | 1 502 230 | 7.5            | 32         | 18            | 14            | 3539                     |                      | 19         | 34         | 8          |
| 2000                                                                            | 117 355              | 1 603 760 | 7.3            | 32         | 17            | 15            | 3667                     |                      | 20         | 27         | 15         |
| 2001                                                                            | 118 730              | 1 607 350 | 7.4            | 28         | 14            | 14            | 4240                     |                      | 19         | 28         | 16         |
| 2002                                                                            | 119 690              | 1 690 480 | 7.1            | 26         | 14            | 12            | 4603                     |                      | 16         | 21         | 16         |
| 2003                                                                            | 119 780              | 1 730 680 | 6.9            | 28         | 13            | 15            | 4277                     |                      | 19         | 20         | 16         |
| 2004                                                                            | 117 335              | 1 740 000 | 6.7            | 32         | 16            | 16            | 3666                     |                      | 20         | 26         | 17         |
| 2006                                                                            | 117 260              | 1 780 000 | 6.6            | 37         | 19            | 18            | 3169                     |                      | 22         | 25         | 17         |
| 2013                                                                            | 180 965              | 2 047 000 | 8.8            | 35         | 24            | 11            | 5170                     | 3                    | 13         | 27         | 18         |
| 2016                                                                            | 189 600              | 2 136 000 | 8.9            | 35         | 32            | 3             | 5417                     | 3                    | 3          | 11         | 23         |
| 2019                                                                            | 198 700              | 2 241 500 | 8.9            | 28         | 25            | 3             | 7096                     | 3                    | 9          | 13         | 23         |
| Fuente: Catholic-Hierarchy, que a su vez toma los datos del Anuario Pontificio. |                      |           |                |            |               |               |                          |                      |            |            |            |

## Episcopologio
- Anthony Gaughren, O.M.I. † (8 de junio de 1886-15 de enero de 1901 falleció)
- Matthew Gaughren, O.M.I. † (23 de enero de 1902-1 de junio de 1914 falleció)
  - Sede vacante (1914-1929)
- Herman Joseph Meysing, O.M.I. † (19 de diciembre de 1929-11 de enero de 1951 nombrado arzobispo de Bloemfontein)
  - Sede vacante (1951-1953)
- John Boekenfoehr, O.M.I. † (24 de marzo de 1953-1 de julio de 1974 renunció)
- Erwin Hecht, O.M.I. † (1 de julio de 1974-15 de diciembre de 2009 retirado)
- Abel Gabuza † (23 de diciembre de 2010-9 de diciembre de 2018 nombrado arzobispo coadjutor de Durban)
  - Sede vacante (2018-2021)[10]
- Duncan Theodore Tsoke, desde el 3 de marzo de 2021